# Synchiropus monacanthus
Synchiropus monacanthus is een straalvinnige vissensoort uit de familie van pitvissen (Callionymidae). De wetenschappelijke naam van de soort is voor het eerst geldig gepubliceerd in 1935 door Smith.